# كيليا
كانت كيليا ("الخلايا")، التي يشار إليها باسم "الصحراء الداخلية"، جماعة رهبانية مسيحية مصرية من القرن الرابع منتشرة على مساحة عدة كيلومترات مربعة في صحراء نيتريا على بعد 40 ميلاً جنوب الإسكندرية. كانت واحدة من ثلاثة مراكز للنشاط الرهباني في المنطقة، إلى جانب نيتريا وسيتيس (وادي النطرون). يُطلق عليها اسم المنى باللغة العربية وكانت مأهولة بالسكان حتى القرن التاسع. المواقع الأثرية فقط تبقى هناك اليوم.

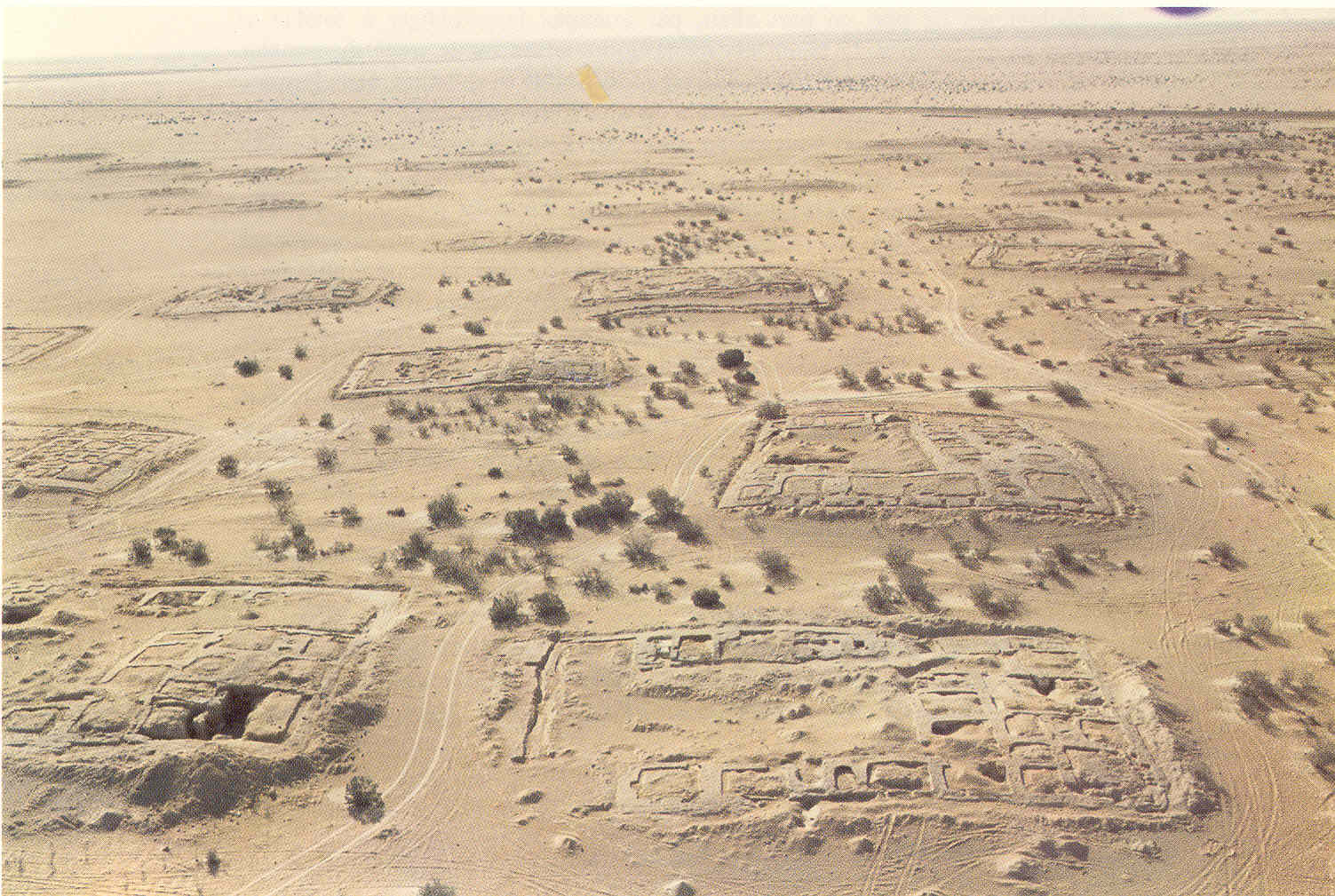
Kellia.

## تاريخ
تأسس عام 338 بم على يد القديس آمون، بتوجيه روحي من القديس أنطونيوس، وقد صُمم للراغبين في دخول الحياة الرهبانية في دير شبه مرسي. سرد لتأسيسها، ربما الأسطوري، موجود في اقوال الاباء. آمون، الذي كان آنذاك راهبًا في نيتريا، تحدث يومًا مع أنطوني قائلاً إنه وبعض الإخوة يريدون الابتعاد "ليعيشوا في سلام". أصبحت نيتريا ناجحة للغاية وتمنوا العزلة في الأيام الأولى. تناول أنتوني وآمون العشاء ثم مشيا في الصحراء حتى غروب الشمس، وصليا وزرعوا صليبًا للإشارة إلى موقع المجتمع الجديد. كانت المسافة 12 ميلاً، أو ما اعتبره أنطوني قريبًا بما يكفي للوصول إليه في نزهة بعد العشاء.
كان كيليا للرهبان المتقدمين، لأولئك الذين "عاشوا حياة أبعد، جُرِّدوا من البُرَز العارية"، كما سجله فلافيوس روفينوس في التاريخ اليوناني في إيجيبتو الذي رآه شخصيًا. تم ترتيب الزنازين على مسافة متباعدة بدرجة كافية بحيث "لا يمكن لأحد أن يرى الآخر ولا يمكن سماع صوت". كان فقط للرهبان الذين أتقنوا فن الحياة الصحراوية في نيتريا. اجتمعوا يومي السبت والأحد لتناول وجبة معًا، حيث قطع بعضهم مسافة 3 أو 4 أميال من زنزانتهم إلى الكنيسة. "التقيا في الكنيسة، ونظرا بهذه الطريقة وذاك، رأى أحدهما الآخر كما استعاد السماء". إذا فشل الراهب في الظهور، فسيعرفون أنه كان مريضًا أو مات، وفي النهاية سيحضر شخص ما (بشكل فردي) الطعام أو يساعد أو يجمع الرفات.
كان يعتقد في 390s أن 600 راهب في كيليا. بحلول القرنين الخامس والسادس كان عددها بالآلاف. بدأ النشاط في التناقص التدريجي في القرنين السابع والثامن بسبب الخلافات المذهبية في مصر، والغارات من البدو الرحل من الصحراء الليبية إلى الغرب. في عهد البطريرك القبطي الإسكندر الثاني (705-730)، كان هناك انشقاقيين بارسانوفيين وغايانيين في كيليا. تم تحويلهم إلى الكنيسة القبطية من قبل المطران يوحنا صا الحجر. تم التخلي عن الموقع في القرن التاسع.

## الاكتشافات الأثرية
اكتشف عالم الآثار أنطوان غيومون كيليا في عام 1964، وتم التنقيب عنها منذ أكثر من 25 عامًا بواسطة فرق فرنسية وسويسرية. يغطي الموقع أكثر من 125 كيلومترًا مربعًا، حيث تم العثور على العديد من التلال الصغيرة، أو كومس. بمجرد التنقيب وجد أنها تحتوي على العديد من الكنائس وأماكن المعيشة، أو الخلايا المسماة koms. تم تحديد أكثر من 1500 مبنى ولكن من المحتمل أن يكون هناك المزيد. تتراوح الهياكل من خلايا مفردة لشخص واحد، إلى خلايا متعددة لشخصين أو ثلاثة أشخاص، إلى نساك أكبر تضم غرفًا للرهبان الأكبر سنًا والمصليات والأبراج. بالإضافة إلى تجمعات المباني التي شكلت مراكز للخدمات المجتمعية (قصر وحيد)، ومجمع كنائس (قصر لسة 1)، ومركز تجاري (قصر اللزيلة). شُيدت المباني بالطوب الطيني الرملي والأسقف المقببة من الآجر. معظم القطع الأثرية المستعادة من الفخار، وبعض الجدران مغطاة بالنقوش والكتابات واللوحات.

## شاهد أيضًا
فارما

## روابط خارجية
نيتريا وكيليا والخرائط والمعلومات نسخة محفوظة 21 أغسطس 2018 على موقع واي باك مشين..